# Trimerotropis
Trimerotropis är ett släkte av insekter. Trimerotropis ingår i familjen gräshoppor.

## Bildgalleri

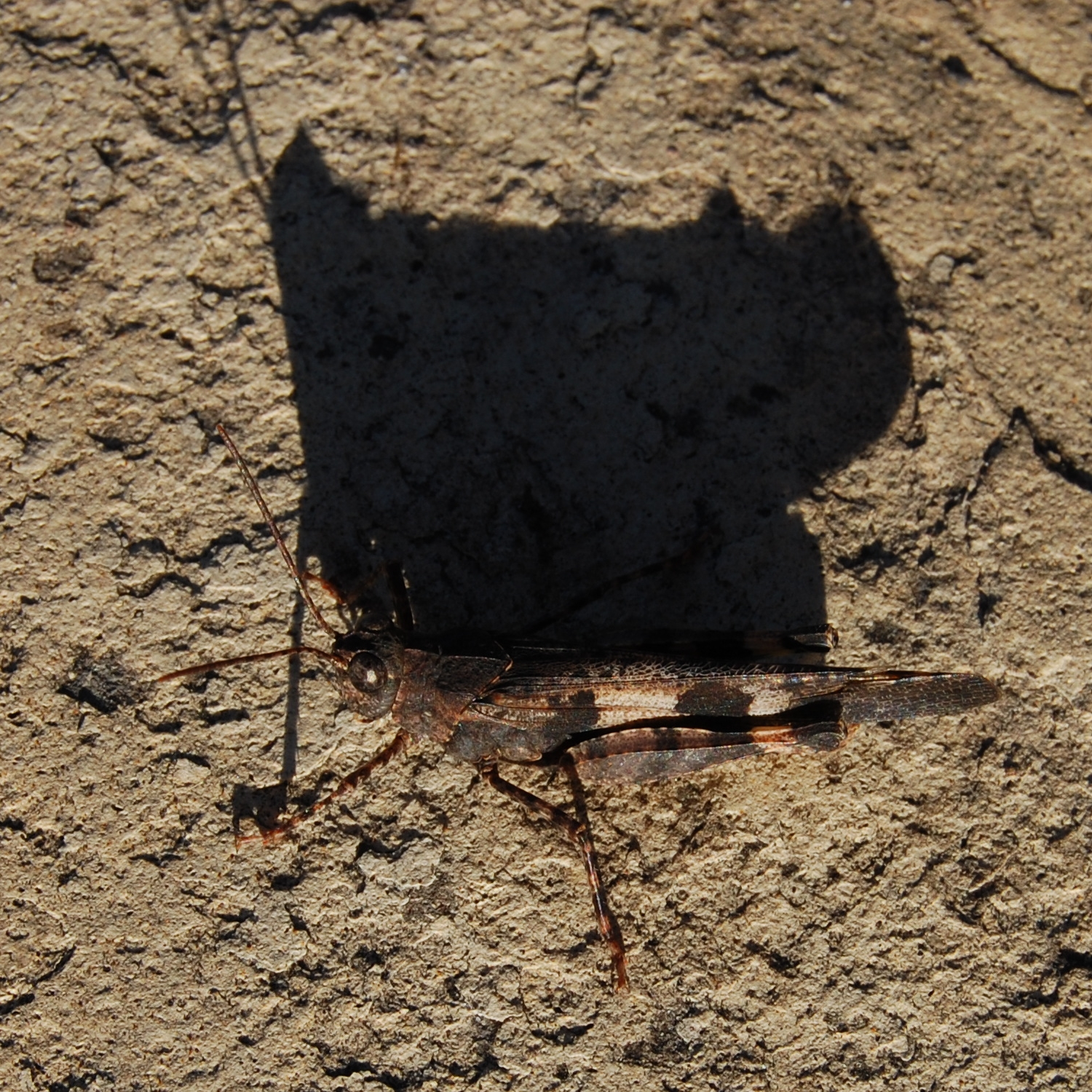
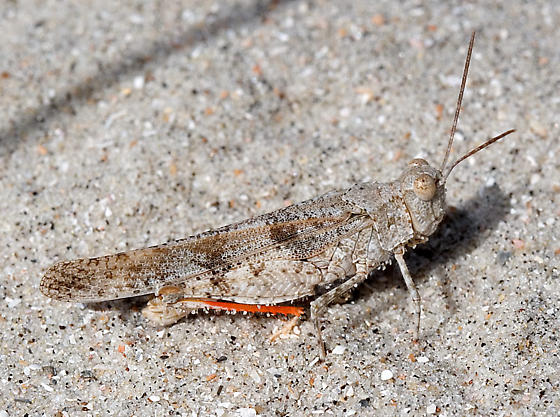
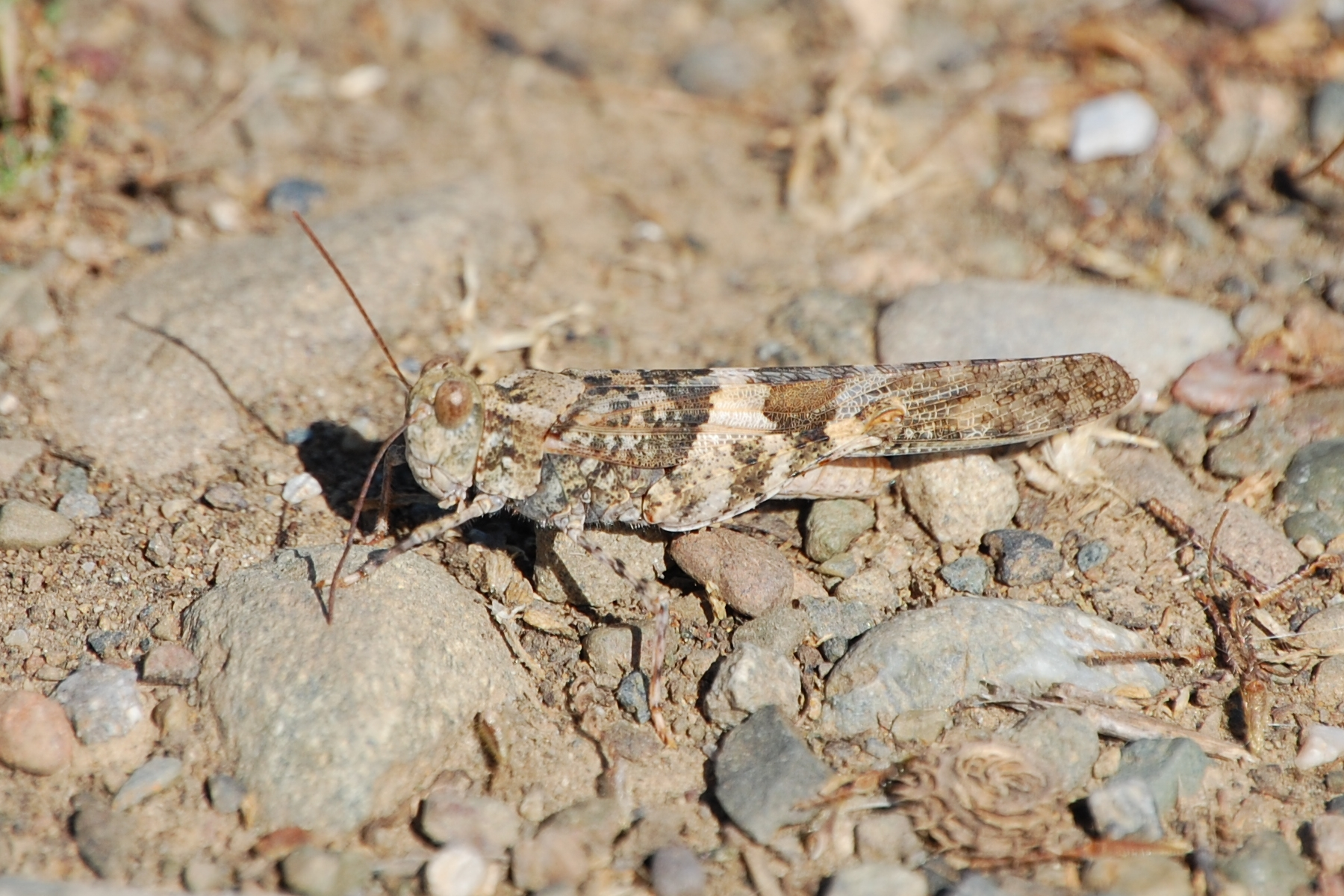
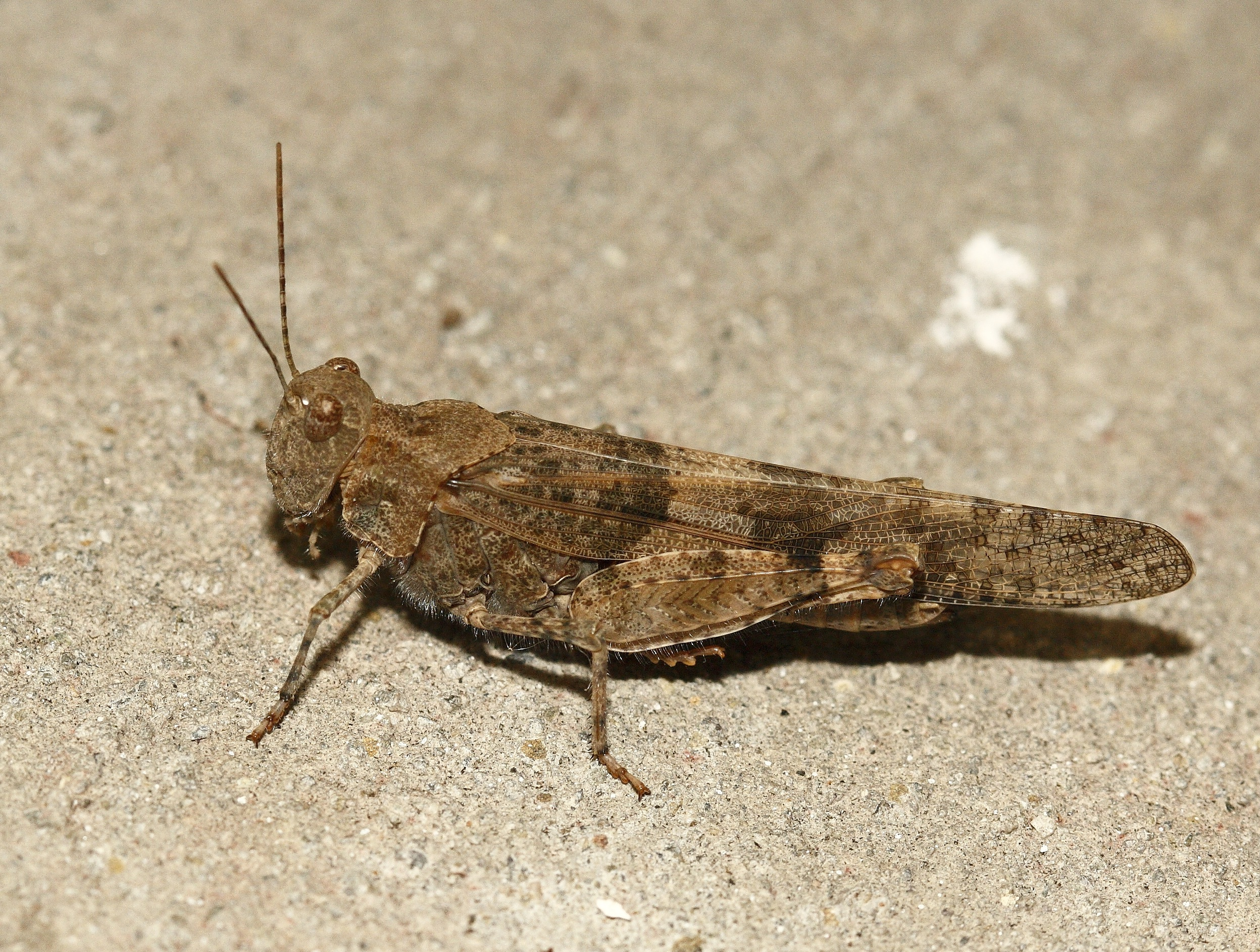
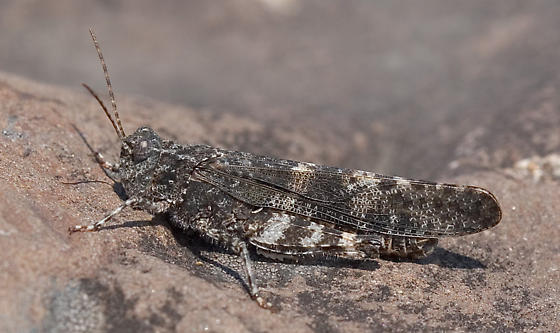

## Dottertaxa tillTrimerotropis, i alfabetisk ordning[1]
- Trimerotropis agrestis
- Trimerotropis albescens
- Trimerotropis andeana
- Trimerotropis arenacea
- Trimerotropis arizonensis
- Trimerotropis atacamensis
- Trimerotropis barnumi
- Trimerotropis bernardi
- Trimerotropis bifasciata
- Trimerotropis californica
- Trimerotropis chloris
- Trimerotropis cincta
- Trimerotropis cyaneipennis
- Trimerotropis diversellus
- Trimerotropis flavipennis
- Trimerotropis fontana
- Trimerotropis fratercula
- Trimerotropis gracilis
- Trimerotropis huroniana
- Trimerotropis inconspicua
- Trimerotropis infantilis
- Trimerotropis inyo
- Trimerotropis irrorata
- Trimerotropis koebelei
- Trimerotropis latifasciata
- Trimerotropis lauta
- Trimerotropis leucophaea
- Trimerotropis maritima
- Trimerotropis melanoptera
- Trimerotropis modesta
- Trimerotropis occidentalis
- Trimerotropis occidentiloides
- Trimerotropis occulens
- Trimerotropis ochraceipennis
- Trimerotropis pacifica
- Trimerotropis pallidipennis
- Trimerotropis pistrinaria
- Trimerotropis pseudofasciata
- Trimerotropis rufipennis
- Trimerotropis salina
- Trimerotropis santabarbara
- Trimerotropis saxatilis
- Trimerotropis schaefferi
- Trimerotropis sparsa
- Trimerotropis thalassica
- Trimerotropis titusi
- Trimerotropis tolteca
- Trimerotropis topanga
- Trimerotropis verruculata
- Trimerotropis whitei